# 年齢確認
年齢確認（ねんれいかくにん）とは、年齢を確認すること。特に年齢制限における年齢の確認のことをいう。本稿では、酒類・タバコ・アダルトコンテンツについて取り扱う。

## 概要
日本では、二十歳未満ノ者ノ飲酒ノ禁止ニ関スル法律・二十歳未満ノ者ノ喫煙ノ禁止ニ関スル法律により、20歳未満の者の飲酒・喫煙は禁じられている。両法は「20歳未満の者が自分自身で飲酒・喫煙することを知りながら販売した者は、50万円以下の罰金に処せられる」と規定している。また、風俗営業法の適用を受ける飲食店に対しては、それよりも重い1年以下の懲役または100万円以下の罰金が科される。
そのため販売店側は、購入者が20歳以上であるかの確認を何らかの方法で行う必要があり、これを「年齢確認」と呼称する。年齢確認の方法は、法律で規定されていない。
アメリカ合衆国では、店員の裁量により酒・タバコの販売時に、それらが販売可能な年齢かを確認するため、購入者に対して身分証明書の提示を求めている。

## 具体的な確認方法
コンビニエンスストアやスーパーなどの小売店ではレジ清算時、また居酒屋やレストランなどの飲食店では入店時や喫煙席への案内時、酒類の注文時等に年齢確認を行う。購入者に「年齢確認できる身分証明書をご提示いただけますか」などと伝え、身分証明書の提示を求めて20歳以上であるかを確認する。

### 身分証明書の提示を求める基準
警察庁、国税庁等の行政は「未成年者と思われる者に対して年齢確認を行うこと」との指導を各業界団体に行っている。

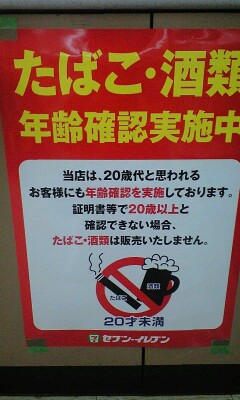
20歳代と思われる購入者へも年齢確認を実施していると説明している

### 年齢確認に有効な身分証明書
年齢確認に用いられる身分証明書は法律では規定されておらず、はっきりとした決まりはない。ただコンビニエンスストア各社が加盟する日本フランチャイズチェーン協会は以下の身分証明書を年齢確認に用いることが出来るとしている。
運転免許証・タスポカード・個人番号カード・学生証・健康保険証・年金手帳・年金証書・パスポート・住民基本台帳カード・外国人登録証明書及び在留カード、特別永住者証明書・各種福祉手帳（身体障害者手帳、療育手帳、精神障害者保健福祉手帳） 　※いずれもコピーは不可　　　
現状では運転免許証、タスポカード、健康保険証、学生証などの広く普及している身分証明書による確認が圧倒的に多い。未成年者の中には、成人である家族や友人の健康保険証などを持ち出して購入を図る者もいる。

## 年齢確認による購入者とのトラブル
年齢確認は購入者とのトラブルを起こす要因である。日本フランチャイズチェーン協会が行った「平成24年度版コンビニエンスストア・セーフティステーション活動リポート」によれば、全国のコンビニエンスストアの20，148店（47．3％）でなんらかのトラブルが発生している。具体的なトラブルとしては「素直に応じず文句を言う」「大きな声で恫喝する」「暴行（器物損壊）」「暴行（人身）」がある。年齢確認されることを理解していない購入者、とりわけ成人の購入者とのトラブルが頻発しており、レジ画面の年齢確認タッチパネル（年齢確認ボタン）導入後は、年配の購入者がトラブルを引き起こすケースも多い。また未成年者に販売を断ったが、同伴の成人が代わりに購入するというケースもあり、実質的に未成年者に販売することになる難しい対応を迫られるケースも多い。年齢確認に立腹した購入者が不快感を示す言動、販売を迫る恫喝や嫌がらせ等は販売員に心理的な負担を与える。このようなトラブルを避けるために年齢確認をあえて行わないという者も少なからずいる。

## 年齢確認指差しシート
年齢確認指差しシートは、レジカウンターに張り付けられた年齢確認を行いやすくするシートである。

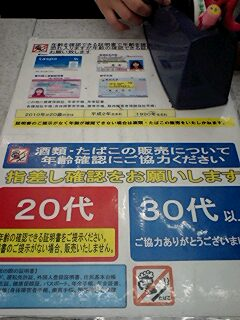
20代の購入者には身分証明書の提示をお願いしているという旨が記載されている。

### 一連の流れ
「指差し確認をお願いします」と販売員が伝え、酒類・タバコの購入者にシート状に記載された20代、30代以上の太枠のどちらかを指差ししてもらう。20代を選択した購入者には身分証明書の提示を求める。また30代以上を選択した購入者であっても、販売員が20代と判断すれば身分証明書の提示を求める。

### 導入の経緯
未成年者への販売防止を徹底するために、自主的取り組みとして「20代と思われる者」へも年齢確認を行うことが求められていた。このシートを活用すれば、10代の未成年者が実年齢から10歳以上も離れた30代以上を申告することは考えにくくなり、20代の購入者へも身分証明書の提示を求めることが出来る。見た目が20代に見えるグレーゾーンの購入者にも確認するというルールを作ることで、年齢確認を行いやすくする狙いがある。

## 年齢確認ボタン（年齢確認タッチパネル）
年齢確認ボタン（年齢確認タッチパネル、成人確認ボタン。以下「年齢確認ボタン」という）は2011年12月からコンビニエンスストア各社やスーパーマーケットなどの小売店で導入されたシステムである。

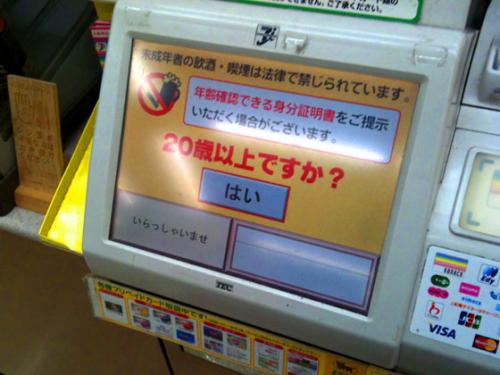
「年齢確認できる身分証明書をご提示いただく場合がございます」と表示している。

### 一連の流れ
酒類・タバコのバーコードをスキャンすると、購入者側のレジ液晶画面が「年齢は20歳以上ですか？」という表示に変わり、「年齢確認が必要な商品です」という旨の音声ガイダンスが流れる。購入者が「はい。私は20歳以上です」のボタンを指でタッチすると、「身分証明書の提示をお願いすることがあります」と再び音声ガイダンスが流れる。販売員が身分証明書の提示を求める場合はこのタイミングで行う。
地域によってはこのシステムが異なり、前述した年齢確認指差しシートの様に「20代」「30代以上」の選択肢が購入者側のレジ液晶画面に表示され、「20代」をタッチした場合には、音声ガイダンスが身分証明書の提示を求める。

### 導入の経緯
このシステムは2011年12月にセブン-イレブンが初めて導入した。これまでもコンビニエンスストア各社は、年齢確認実施中ポスターの設置、「年齢確認が必要な商品です」の音声ガイダンス、店内放送による年齢確認への協力の告知などを行ってきた。しかしながら年齢確認に非協力的な購入者は多く、高校生アルバイトなどの販売員によっては、自分より年上かもしれない購入者に、身分証明書の提示を求めづらい場合もある。これらの状況を勘案し、レジ液晶画面と音声ガイダンスの両方で「身分証明書の提示をお願いする場合がある」と伝えることで身分証明書の提示を求めやすくし、また手続きを明確化することによるトラブル防止を図ることとなった。

### イオンの対応
このシステムを導入していたイオンは、2014年1月14日成人の日に、意見広告「イオンは酒類・たばこ販売時のタッチパネルでの年齢確認方法をあらためます」を新聞各社に掲載しシステムの撤廃を告知した。

## アダルトコンテンツの年齢確認
アダルトサイトなどのアダルトコンテンツは2023年5月現在でも、各国で年齢確認が行われている。
しかしながら、年齢確認が、
『18歳以上ですか？』
という質問で、クリックで
『はい』『いいえ』
を選択するだけであり、酒類やタバコ類のような身分証明書などを用いた確認は行われていない。
このためザル法などと批判をされている。
これらの問題を鑑み、アダルトコンテンツに適切な年齢確認を求める声があがり、現在各国で
すこしずつ導入が進んでいる。日本ではまだ導入はされていない。
- イギリス（2019年～）その後撤回[1]
- 米国ルイジアナ州（2023年～）[2]
- 米国ユタ州（2023年～）

導入の根拠としては
「アダルトコンテンツが未成年に害悪をもたらす」というもので
HB142の本文では、｢ポルノ画像は公衆衛生上の危機を生み出し、未成年に対して好ましくない影響をもたらす｣と書かれています。
しかしながら、
- VPNを使えば、閲覧制限の回避が可能
- セキュリティ被害にあった際に、深刻な影響の恐れ
- サイトの1/3以下がポルノであれば問題ないルールでは抜け道が多い
- 違法ファイル共有ネットワークの広がり

といった負の側面も、指摘されている。
イギリスの場合は、導入が検討されていた年齢確認システムが、民間企業により構築されたものであり、個人情報を含んだデータベースを民間1社が管理することに不安の声が上がったり、セキュリティ面などの懸念が浮上したこともあり、2019年法律が成立したにも関わらず、フィルタリングは撤回された模様です。

## 参考資料
- 「平成24年度版コンビニエンスストア・セーフティステーション活動リポート」
- 「たばこ年齢確認、トラブル増　「もう成人」怒る客も」（日本経済新聞2012年7月4日）
- 「喫煙少年、コンビニへ　たばこ「購入」の８割　タスポ導入で補導は減少　県警調査」（北國新聞）
- アダルトコンテンツ年齢確認法の現在とその影響